# Maresch Béla
Maresch Béla (Arad, 1923. július 15. – Arad, 2005. február 17. után) színész.

## Életpályája
1948-ban a marosvásárhelyi Székely Színházban kezdte színészi pályáját. 1950–1976 között Kolozsváron játszott. 1976-ban nyugdíjba vonult.
Főúri alakok, vagányok és ingyenélők ironikus hangvételű szerepeivel érte el sikereit.

## Magánélete
1949–1954 között Kemény Klió operaénekesnő (1929–2000) volt a felesége.

## Színházi szerepei
- Priestley: Váratlan vendég – Birling
- Hugo: Ruy Blas – De Camporeal gróf
- Caragiale: Zűrzavaros éjszaka – Chiriac
- Brecht–Weill: Koldusopera – Szomorúfűz Walter